# Teimuraz II de Kajetia
Teimuraz II de Kajetia (en georgiano: თეიმურაზ II) (1680/1700-1762) de la dinastía Bagrationi, fue un rey de Kajetia, en la Georgia oriental, entre 1732 y 1744, y luego de Kartli desde 1744 hasta su muerte. Teimuraz también fue poeta lírico.

## Biografía
Era hijo de Heraclio I de Kajetia y de su esposa Anna. Junto con su madre, Teimuraz gobernó como regente de su hermano ausente David II (Imán Quli-Jan) de 1709 a 1715. En 1732, los turcos mataron al siguiente rey y al otro hermano de Teimuraz, Constantino II, y tomaron el control de su reino. Su sucesor, Teimuraz, huyó a las montañas de Pshavi y luchó contra los ocupantes desde allí. En julio de 1735, el reciente gobernante persa Nader Shah Afshar invadió Kajetia y obligó a los turcos a abandonar la mayor parte del este de Georgia. Nader convocó a Teimuraz en su cuartel general en Ereván y, ante su negativa a convertirse al islam, lo detuvo. Kajetia fue colocada bajo el gobierno nominal del sobrino musulmán de Teimuraz, Alí Mirza. En octubre de 1735, Teimuraz escapó a las montañas de Kajetia y fomentó los disturbios contra el dominio persa, pero fue capturado a finales de 1736.
Durante estos años, parte de los nobles georgianos protagonizaron una importante rebelión contra el régimen persa. En 1738, el sah tuvo que liberar a Teimuraz para contrarrestar la oposición georgiana y lo nombró gobernador de Kajetia, mientras que su hijo Heraclio II acompañó a Nader en su campaña a la India. El levantamiento se convirtió ahora en una brutal guerra civil entre facciones pro y anti-persas. Teimuraz, ayudado por su hijo Heraclio II, pudo aplastar a los rebeldes liderados por Givi Amilajvari. Como recompensa, el sah abolió, en 1742, el fuerte tributo que había impuesto a Kajetia y ayudó a Teimuraz a someter los ducados autónomos de Aragvi y Ksani en 1743 y 1744 respectivamente. Por su servicio contra los otomanos y una revuelta antipersa, en 1744, Teimuraz fue confirmado por el sah como rey de Kartli, y su hijo Heraclio recibió la corona de Kajetia, sentando así el terreno para la eventual reunificación de estos reinos georgianos. Más importante aún, fueron reconocidos como reyes cristianos por primera vez desde 1632. Ambos monarcas fueron coronados en la Catedral del Pilar Viviente (Catedral de Svetitsjoveli)) en Mtsjeta el 1 de octubre de 1745.
Su poder se hizo cada vez más fuerte, y Teimuraz y Heraclio pronto repudiaron su lealtad al soberano persa. Nader Shah ordenó que 30.000 soldados persas se trasladaran a Georgia y le confió a un converso georgiano (y un antiguo líder antipersa) Amilajvari la operación punitiva. Sin embargo, el sah fue asesinado en 1747 y su imperio se sumió en un completo caos. Los gobernantes de Kartli y Kajetia se aprovecharon de la situación y expulsaron a todas las guarniciones persas de sus reinos. De 1749 a 1750, controlaron varios intentos de los persas de crear su base de poder en el este de Transcaucasia, e hicieron de los kanatos vecinos de Ereván, Ganyá y Najicheván sus aportadores de impuestos. Entonces luchó contra los miembros del clan de Daguestán que atacaban con frecuencia (lekianoba) las marcas georgianas, pero sin éxito.
Como varios gobernantes georgianos anteriores, esperaba que el Imperio ruso en expansión fuera el protector para los cristianos del Cáucaso contra las agresiones otomanas y persas. Envió una embajada a San Petersburgo en 1752, pero no se llegó a nada. En 1760, visitó él mismo la corte rusa para tratar de obtener apoyo para su proyecto de una expedición georgiana a Persia para colocar a un candidato ruso en el trono del sah. Pero los rusos estaban demasiado preocupados con la Guerra de los Siete Años para considerar seriamente la idea de Teimuraz. Murió repentinamente en la capital rusa el 8 de enero de 1762 (curiosamente, solo quince días después de Isabel de Rusia), y fue enterrado junto a su suegro Vajtang VI de Kartli en la Catedral de la Asunción de Astracán. A su muerte, Heraclio consiguió, como rey de Kartli, unir ambos reinos del este de Georgia en un solo estado, el Reino de Kartli-Kajetia.
Independientemente, aunque estaba constantemente en guerra o en guardia, Teimuraz encontró tiempo para traducir del persa y componer, virtualmente a caballo, sus propios poemas.

## Sepultura

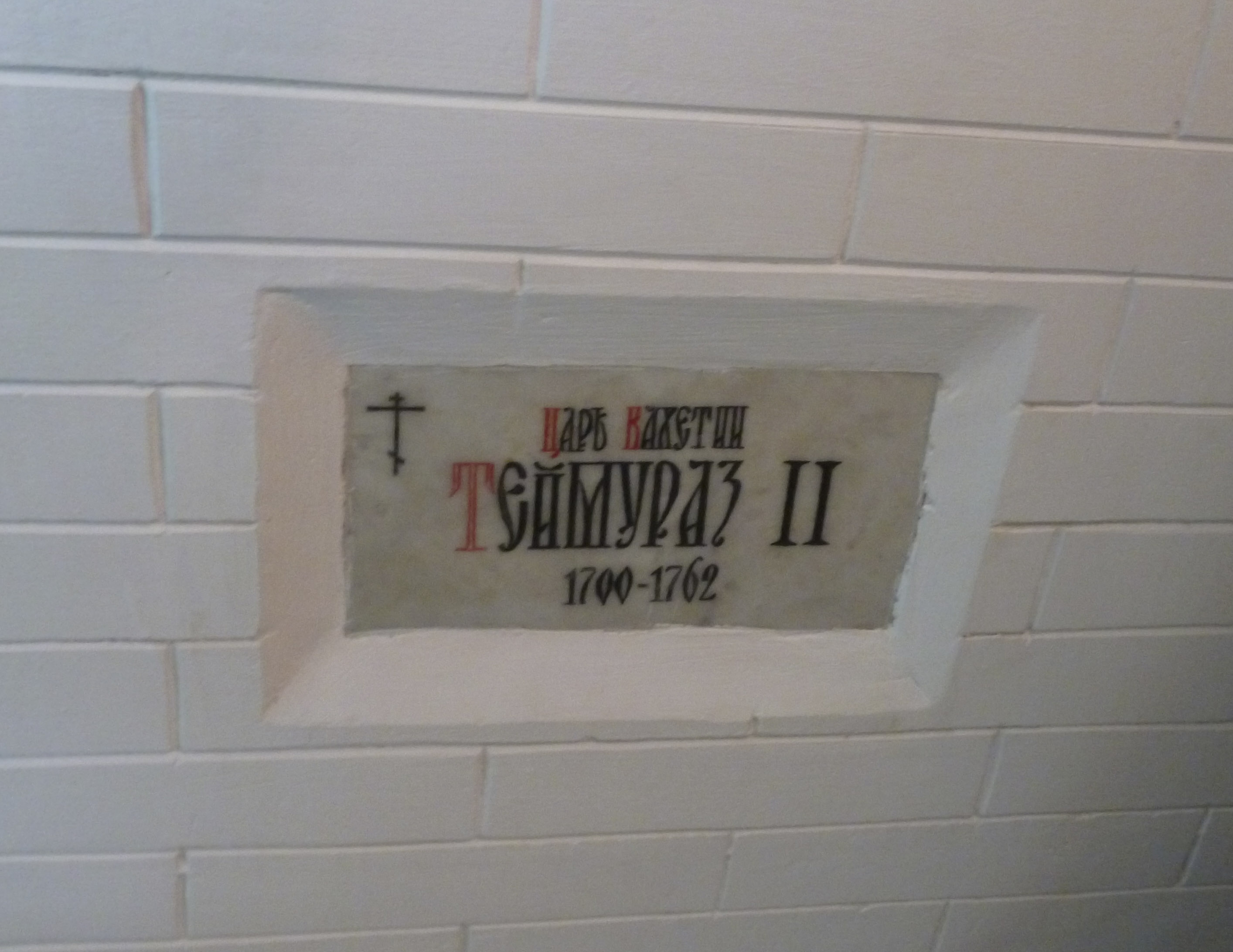
Tumba del rey Teimuraz II en Astracán.

En julio de 2013, Georgia planteó la posibilidad de trasladar los restos de Teimuraz a Georgia para volver a enterrarlos allí.

## Familia
Teimuraz se casó tres veces. Se divorció de su primera esposa, que era hija del duque Baadur del Aragvi, probablemente llamada Tamar, en 1711. Dos años más tarde, el 2 de febrero de 1712, se volvió a casar con la hija de Vakhtang VI, Tamar de Kartli (nacida en 1696), que murió el 12 de abril de 1746. El mismo año, el 19 de agosto, Teimuraz se casó con su tercera esposa, Ana-Janum (1716 - marzo de 1788), hija del príncipe Bejan Palavanjosroshvili-Baratashvili y antigua esposa del príncipe Kaijosro Tsitsishvili. Tuvo dos hijos y cuatro hijas por su segundo y tercer matrimonio.
Los hijos de Teimuraz de su matrimonio con Tamar de Kartli fueron:
- Heraclio II (7 de noviembre de 1720-11 de enero de 1798), que sería el futuro rey de Kajetia y de Kartli-Kajetia.
- Princesa Ketevan de Kajetia, que se casó en 1737 en Mashhad con Adil Shah de Irán (1719-1749).
- Princesa Elene (fl. 1743-1784), que se casó en c. 1743con el príncipe Zaza Tsitsishvili.
- Princesa Ana (1720 - 4 de diciembre de 1788), que se casó primeramente, en 1744, con el príncipe Dimitri Orbeliani (fallecido en 1776) y, luego, con el príncipe Ioane Orbeliani (c. 1702 - 1781).

Teimuraz con Ana-Janum Baratashvili tuvieron:
- Príncipe Solomon (24 de mayo de 1747-28 de julio de 1749).
- Princesa Elisabed (25 de marzo de 1750 - 8 de mayo de 1770), que estaba comprometida con el príncipe Giorgi Amilajvari en 1762, pero el matrimonio se rompió por razones políticas en 1765. Elisabed se casó el 16 de noviembre de 1765 con Katsia II Dadiani, príncipe de Mingrelia, que murió en 1788.